# Поиски опасности
«Поиски опасности» (англ. Search for Danger) — американский детективный фильм режиссёра Джека Бернхарда, который вышел на экраны в 1949 году.
Этот фильм стал последним из трёх, снятых малобюджетной компанией Film Classics, о детективе по прозвищу Сокол, роль которого во всех трёх фильмах сыграл Джон Калверт.
В этом фильме частный детектив Майк Уотлинг по прозвищу Сокол по поручению владельцев ночного клуба Кирка (Альберт Деккер) и Грегори (Бен Уэлден) находит их делового партнёра по имени Эндрюс (Моритц Хьюго), который скрылся с деньгами клуба. В своём гостиничном номере после жёсткого допроса Эндрюс заявляет Кирку и Грегори, что передал деньги Майку для возвращения их в клуб. После этого Майка начинают подозревать в присвоении денег, а вскоре, когда Эндрюса в его номере обнаруживают убитым, — ещё и в убийстве. Но Майку удаётся найти пропавшие деньги, которые он передаёт лейтенанту полиции Куперу (Джеймс Гриффит). Затем, проанализировав все детали преступления, Майк разоблачает истинного убийцу Эндрюса.
В первоначальном варианте картины фамилия Сокола звучала как Уэринг, однако после переозвучки он стал Уотлингом.
Фильм получил невысокие отзывы критики, назвавший его наиболее слабым в серии о Соколе из-за путаного сюжета, слабой постановки и низких производственных качеств. Одновременно была отмечена хорошая игра группы опытных исполнителей ролей второго плана, включая Деккера, Уэлдена, Дугласа Фоули и Майкла Марка.

## Сюжет
В Лос-Анджелесе частный детектив Майк Уотлинг, известный как Сокол (Джон Калверт), следит за человеком по имени Ларри Эндрюс (Моритц Хьюго), доходя с ним до дешевого «Стейт-отеля» на бульваре Санта-Моника. Почувствовав, что за ним тоже следят, Майк замечает знакомого ему частного детектива Морриса Джейсона (Питер Брокко), который скрывает имя своего клиента, по заданию которого он действует. Припугнув Морриса, Майк заставляет его уйти, после чего направляется в ночной клуб на встречу с его владельцами Кирком (Альберт Деккер) и Грегори (Бен Уэлден). Получив причитающийся гонорар в 500 долларов, Майк сообщает владельца клуба, что он нашел Эндрюса и называет адрес, где тот находится. На выходе из клуба хостес Вильма Роджерс (Мирна Делл), которая влюблена в Эндрюса, выражает Майку недовольство его действиями, и в этот момент мимо них проходят Кирк и Грегори.
Владельцы клуба приезжают в «Стейт-отель», где Кирк держит под контролем портье мистера Перри (Майкл Марк) в то время, как Грегори поднимается в номер к Эндрюсу. В этот момент тот созванивается со своей подругой Элейн Карсон (Энн Корнелл), вместе с которой собирается бежать, прихватив деньги клуба. Появившись в комнате Эндрюса, Грегори отбирает у него пистолет, а затем обыскивает номер в поисках украденных 100 тысяч долларов. Не найдя денег, он жестко избивает Эндрюса. Некоторое время спустя, когда Майк возвращается в свою квартиру, то видит там Кирка и Грегори, которым Эндрюс сказал, что отдал деньги Майку для возврата в клуб. Когда Майк отрицает, что получал деньги, Грегори бьёт его, но детектив достает пистолет и выставляет визитёров из своего дома. Затем Майк немедленно направляется в отель к Эндрюсу, чтобы разобраться в этих обвинениях.
Приехавшему Майку мистер Перри сообщает, что часом ранее к Эндрюсу уже поднялся некий мужчина, также назвавшийся Майком Уотлингом. В номере Майк обнаруживает, что Эндрюс убит, после чего забирает его записную книжку и просит Перри вызвать полицию. Затем Майк приходит в клуб, обвиняя Кирка и Грегори в убийстве Эндрюса и в том, что они пытались подставить его в этом преступлении. Они отвечают, что их не интересовал Эндрюс, их интересовали только украденные деньги, которые они так и не получили, поэтому им не было никакого смысла его убивать. Выйдя из клуба, Майк провожает Вильму до её машины, выясняя, что это она наняла Джейсона проследить за ним, чтобы таким образом самой найти Эндрюса. На заднем сиденье машины Вильмы оказывается бандит, который приказывает Майку ехать в лес, где бьёт его пистолетом по голове. Некоторое время спустя Майк приходит в себя в тюремном вытрезвителе, откуда утром его выпускают.
Когда Майк возвращается в офис, у него появляется Элейн Карсон (Энн Корнелл), которая хочет поручить ему расследование убийства Эндрюса, но так и не договорив, она быстро исчезает, когда появляется лейтенант полиции Купер (Джеймс Гриффит). В поисках пропавших денег Майк отправляется в офис к Джейсону, обнаруживая, что тот убит, а всё в офисе перевёрнуто верх дном. Сообщив об убийстве Куперу, Майк осматривает офис Джейсона, обнаруживая коробку для ланча и термос, которые плотно набиты долларами. Вернувшись к себе, Майк сопоставляет список телефонных звонков, сделанных Эндрюсом из отеля, с именами абонентов в его телефонной книге, устанавливая, что незадолго до смерти он звонил абоненту, обозначенному как «Ангельское личико». Отследив номер до отеля, Майк поджидает снаружи, пока не видит выходящую Элейн. Он зовёт её «Ангельское личико», и она откликается на это имя, после чего признаётся, что собиралась выйти за Эндрюса замуж.
Позже, когда Купер приглашает Майка к своему шефу (Дуглас Фоули). Майк отдаёт им найденную коробку с 100 тысячами долларов, но заявляет, что не знает, кто совершил убийства. Придя в клуб, Майк в разговоре с Кирком вызывается найти деньги за вознаграждение в 10 тысяч долларов. Затем он приезжает в отель, чтобы поговорить с Перри, который отрицает, что видел Кирка или Грегори. Потом Майк объясняет Вильме, что Эндрюс обманывал её с Элейн, а значит у неё был мотив для убийства. После этого Майку удаётся заставить Грегори признаться в том, что тот был в комнате Эндрюса, но не убивал его. Майку почти удаётся убедить Грегори в том, что Кирк мог убить Эндюса, чтобы подставить его и в итоге единолично завладеть клубом, а также завоевать внимание Вильмы, к которой он неравнодушен.
Инспектор по предложению Майка собирает в своём кабинете Кирка, Грегори, Вильму, Элейн и Перри. Грегори вновь утверждает, что всё, что он сделал, это избил Эндрюса, связал его и заткнул ему рот кляпом. Затем инспектор сообщает, что Майк передал ему все украденные 100 тысяч долларов на хранение. После этого Майк неожиданно требует арестовать Перри за убийство Эндрюса и Джейсона, объясняя, что после того, как Кирк и Грегори покинули отель, Перри достал из сейфа отеля портфель Эндрюса, обнаружив в нём 100 тысяч долларов. Затем он застрелил Эндрюса в его номере, намереваясь подставить Майка, но неожиданно появившийся Джейсон застал его с пистолетом на месте преступления, после чего забрал деньги себе в качестве залога за молчание. Перри проследовал за Джейсоном до его офиса и убил его, но не смог найти спрятанные деньги. Майк говорит, что Перри сам себя подставил, когда соврал Майку, что по внутренней связи говорит с Эндрюсом, сообщая ему о приезде Майка, поскольку в тот момент Эндрюс был связан и лежал с кляпом во рту. Перри достаёт пистолет, но его быстро усмиряют. После этого Майк забирает свой гонорар в 10 тысяч, и ведёт Вильму и Элейн в ресторан Кирка, который не может ничего на это возразить.

## В ролях
- Джон Калверт — Майкл Уотлинг (Уэринг), он же Сокол
- Альберт Деккер — Кирк
- Мирна Делл — Вильма Роджерс
- Бен Уэлден — Грегори
- Дуглас Фаули — инспектор
- Майкл Марк — мистер Перри
- Джеймс Гриффит — лейтенант Купер
- Энн Корнелл — Элейн Карсон
- Моритц Хьюго — Ларри Эндрюс
- Питер Брокко — Моррис Джейсон

## История создания фильма
Этот фильм является третьим и последним в киносерии малобюджетной компании Film Classics о детективе по прозвищу Сокол, которого в третий раз подряд сыграл Джон Калверт. Этот фильм завершает киносерию из 16 фильмов о Соколе. Первые тринадцать фильмов вышли на студии RKO Pictures, и роль Сокола там играли сначала Джордж Сандерс, а затем Том Конуэй.
Как отметил историк кино Рон Беккер, «в большинстве существующих копий трёх последних фильмов о Соколе имя главного героя звучит как „Майкл Уотлинг“, которое в звуковой дорожке наложено вместо имени „Майкл Уэринг“. Вероятно, это было связано с тем, что возникли проблемы с правами на имя „Уэринг“, которое с 1943 года использовалось в радиосериале о Соколе».
Фильм находился в производстве на Nassour Studios с середины по конец декабря 1948 года и вышел в прокат 8 апреля 1949 года.

## Оценка фильма критикой
По мнению историка кино Рона Беккера, одним из интересных аспектов фильма является личность убийцы, которая становится настоящим сюрпризом. В своей финальной речи Уэринг в основном говорит догадками, «и убийца никогда бы не был обнаружен, если бы он не солгал Уэрингу, хотя в этом не было необходимости». Можно сказать, что Уэрингу «ужасно повезло в раскрытии преступления». Беккер считает, что в фильме «есть и другие серьёзные проблемы. В частности, ему не хватает сюжетного материала на 60 минут экранного времени, но вместо того, чтобы использовать для наполнения комедийные сцены, в фильм вставляются ненужные по сюжету эпизоды», в частности, вся линия с Элейн Карсон.
Критик полагает, что «режиссура Джека Бернхарда в лучшем случае некомпетентна. В фильме очень мало крупных планов, много сцен, снятых длинными широкими планами, сцены затягиваются слишком надолго, а неуместные вспомогательные кадры, такие, как долгие прогулки по коридорам, только замедляют фильм. Самая захватывающая сцена в фильме — драка Уэринга в переулке — почти полностью показана с очень большого расстояния, что исключает любое волнение. Это едва ли не единственная сцена, снятая на открытом воздухе во всём этом полнометражном фильме, большая же часть истории показана в одних и тех же интерьерах. Низкий бюджет этого фильма действительно бросается в глаза». По мнению Дерека Виннерта, Калверт весьма скромно играет свою роль «в этой запутанной, плохо раскрытой истории». Негативно сказываются и низкие производственные качества бедной киностудии. Однако, несомненно, сильный состав характерных актеров, таких как Альберт Деккер, Бен Уэлден, Дуглас Фоули и Майкл Марк, очень помогает фильму. Журнал TV Guide назвал фильм «путаным и одним из наиболее слабых в серии о Соколе», отметив далее, что это «одна из трёх картин о Соколе, которые не имеет ничего общего с предыдущими 13 картинами с участием Джорджа Сандерса — Тома Конуэя». Беккер полагает, что за три фильма актёрская игра Джона Калверта «так и не улучшилась. Контраст с игрой Тома Конуэя в роли Сокола в этом фильме особенно очевиден, поскольку Конуэй безоговорочно побеждает по всем параметрам. К 1949 году сериалу о Соколе пришло время заканчиваться, и, к счастью, с появлением этого фильма так оно и произошло».